# Albert Herberstein
Albert hrabě Herberstein (celým jménem Jan Albert Mořic hrabě von Herberstein / Johann Albert Moritz Graf von Herberstein) (12. listopadu 1864, Vídeň – 20. března 1945, Herberstein, Rakousko) byl rakouský šlechtic a moravský politik ze starobylého rodu Herbersteinů.

## Mládí a veřejná činnost
Pocházel ze starší větve Herbersteinů, respektive její štýrské linie, byl třetím a nejmladším synem Jana Zikmunda Herbersteina (1831-1907) a jeho manželky Julie, rozené hraběnky Festeticsové (1835-1898). Studoval na gymnáziu ve Štýrském Hradci a na vídeňské univerzitě, poté krátce sloužil v armádě, kde dosáhl hodnosti poručíka, delší dobu působil ve státních službách u zemských úřadů na Moravě, u brněnského místodržitelství zastával funkci okresního komisaře.
Od roku 1900 byl místopředsedou Zemědělské rady na Moravě a v roce 1902 byl za velkostatkářskou kurii zvolen poslancem Moravského zemského sněmu. Jednání sněmu se aktivně zúčastnil, byl členem řady sněmovních výborů, zabýval se například oblastí dopravy a kultury. Mimo jiné byl také starostou ve Střílkách, kde vlastnil zámek, a zde se také zúčastnil činnosti obecních spolků. Od roku 1888 byl c.k. komořím a v roce 1905 obdržel za zásluhy Řád železné koruny.

## Rodinné a majetkové poměry
Vlastnil velkostatek Střílky se zámky ve Střílkách a Cetechovicích na Kroměřížsku, tento majetek převzal do své správy ještě za otcova života v roce 1898. Ve Střílkách byl od roku 1906 starostou, panství ale musel v roce 1912 prodat. Část získaných financí investoval do nákupu pozemků ve Střelicích u Brna, kde hned v roce 1912 zahájil stavbu zámku. Stavební práce se pozdržely za první světové války a nakonec i tento majetek v roce 1918 Albert Herberstein prodal. Poté přesídlil k příbuzným do Rakouska a zemřel na nejstarším rodovém sídle Herberstein ve Štýrsku.
V roce 1894 se ve Vídni oženil s hraběnkou Eleonorou Salm-Reifferscheidt (1873-1966), s níž měl dvě děti, syna Jana Alberta (1895-1918) a dceru Johannu Julii (1897-1981).